# Test del respiro
Il test del respiro (in inglese breath test) è un esame non invasivo grazie al quale si possono diagnosticare intolleranze alimentari (e.g. lattosio, lattulosio, fruttosio) o la presenza del batterio Helicobacter pylori.

## Diagnosi dell'infezione da Helicobacter pylori (Urea Breath Test)
L'Urea Breath Test è indicato per riconoscere la presenza del batterio Helicobacter pylori, causa di gravi disturbi come la gastrite cronica di tipo B.
Il test si basa sulla capacità del microbo di metabolizzare rapidamente l'urea somministrata per bocca, fino ad ottenere ammoniaca e anidride carbonica (CO2).
L'urea diagnostica, quindi, viene marcata per poter essere misurata con un isotopo radioattivo di carbonio detto 14C, oppure con l'isotopo non radioattivo 13C.
L'Helicobacter pylori, nella mucosa gastrica, catabolizza l'urea marcata e forma ammoniaca e CO2 marcata. Quest'ultima è assorbita a livello ematico ed escreta attraverso i polmoni.
Il soggetto, a partire dall'ingestione dell'urea, viene invitato a soffiare ad intervalli prefissati in provette che permettano la misurazione dei livelli di CO2 marcata.
Se il batterio non è presente, l'urea marcata passa attraverso lo stomaco e, di conseguenza, non si ritroverà nell'aria espirata.

### Requisiti per sottoporsi all'esame
Il soggetto deve evitare l'assunzione di farmaci che possano modificare il quadro clinico nei 40 giorni precedenti l'esame, poiché questi possono generare un esito falsamente negativo.
Questi farmaci ricadono nelle seguenti categorie:
- Antibiotici (Amoxicillina)
- Procinetici (Domperidone)
- Inibitori della pompa protonica (omeprazolo, pantoprazolo)